# 北皮尔普尔
北皮尔普尔（Uttar Pirpur），是印度西孟加拉邦Haora县的一个城镇。总人口4789（2001年）。

## 人口
该地2001年总人口4789人，其中男性2475人，女性2314人；0—6岁人口622人，其中男332人，女290人；识字率63.31%，其中男性为68.73%，女性为57.52%。